# روثا متقابلة الأوراق
الروثا متقابلة الأوراق (باللاتينية: Salsola oppositifolia) نوع نباتي يتبع جنس الروثا من الفصيلة القطيفية.

## الموئل والانتشار
موطنها المشرق العربي ومصر والمغرب العربي وإسبانيا وإيطاليا.